# Перша українська землеробська станція доктора Фрітьйофа Нансена
Перша українська землеробська станція доктора Фрітьйофа Нансена — показова сільськогосподарська станція з метою навчання селян веденню господарства передовими методами, організована Фрітьйофом Нансеном. Згідно з задумом Нансена працювати на цих станціях повинно було місцеве населення, а керівниками виступали іноземці, які повинні були впровадити нові методи господарювання: кредитування селян видачею насіння, худоби, землеробських знарядь.

## Історія
Нансен брав активну участь в організації та наданні допомоги голодуючим в Поволжі. В 1922 році за свою діяльність отримав Нобелівську премії миру в розмірі 122 000 крон. Бажаючи запропонувати допомогу Радянському Союзу і вважаючи при цьому, що основні причини голоду лежали в низькому рівні сільськогосподарської культури, Нансен розробив проект по створенню в Союзі декількох показових сільськогосподарських дослідних станцій. Нова економічна політика дозволяла іноземцям орендувати в СРСР землю.
На початку 1922 року місія Нансена розпочала свою гуманітарну діяльність на півдні України згідно з угодою від 31 грудня 1921 року, підписаною між Ф. Нансеном та головою Ради народних комісаріатів УСРР Х. Раковським.

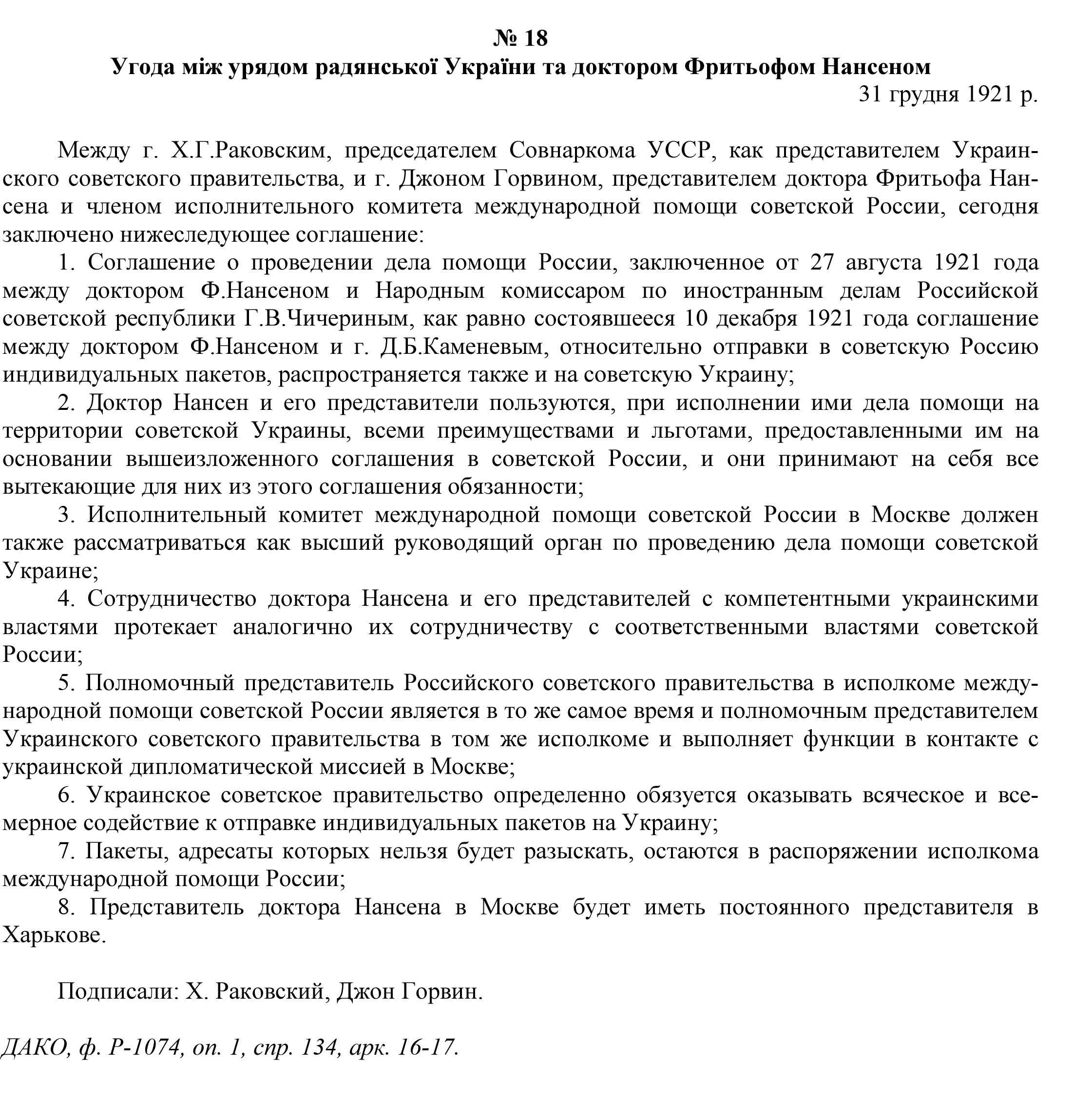
Угода між УРСС і Ф. Нансеном, 31.12.1921

У січні 1923 року під час приїзду до Харкова Ф. Нансен звернув увагу на те, що ще потрібно допомагати голодуючим, однак разом з тим треба допомогти селянам у відродженні сільського господарства.
Про свої наміри він заявив так: «По-перше, необхідно надати допомогу потерпілим від голоду, а також допомогти селянам відбудувати своє господарство, щоб вони спокійно зустріли майбутнє. Друге завдання — сприяти підвищенню культурного рівня країни, якій належить велике майбутнє. Необхідно допомогти студентам продовжувати навчання, вчителям — займатись педагогічною роботою. Пам'ятатимемо, що для цієї мети нам необхідна не тільки їжа, але й книга. На нас лежить великий обов'язок навчити європейські країни взаємної довіри».
16 липня 1923 року між місією Нансена і урядом РСФРР та УСРР було укладено договір про створення зразкового землеробського господарства. Було створено дві станції: одна в селі Росташі Балашовського повіту (зараз в складі Саратовської області, Росії), а іншу — в селі Апостолово-Михайлівка Криворізького повіту Катеринославської губернії (зараз село Михайлівка, Апостолівський район Дніпропетровська область).

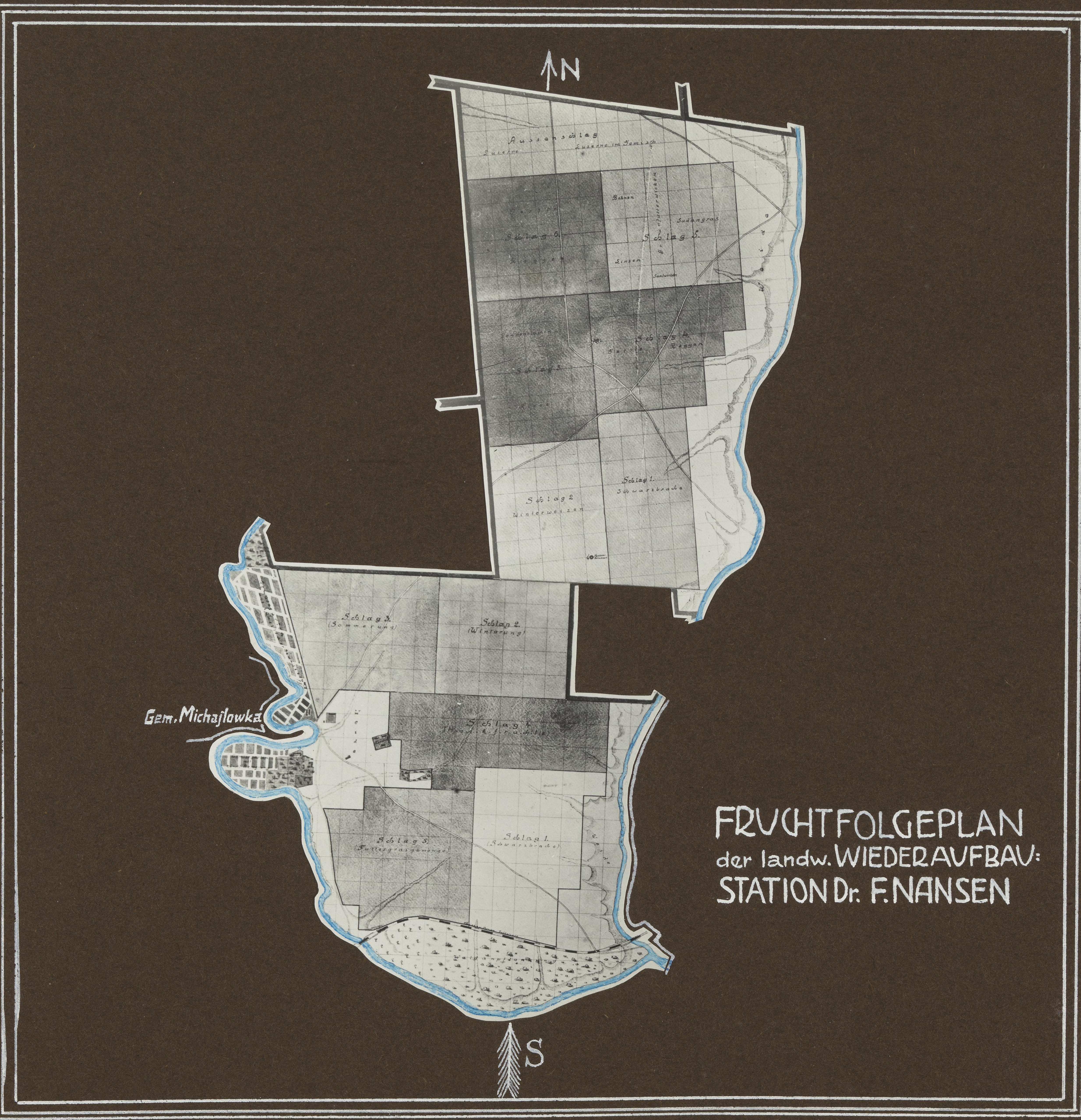
План угідь станції Нансена, 1924 рік

5 червня 1923 року був підписаний п'ятирічний договір, згідно з яким Уряд СРСР безоплатно виділяв Нансену в концесію ділянки землі, субсидіював необхідну на перший рік кількість насіння і надавав 50% знижку на провезення територією СРСР іноземної сільгосптехніки та інвентарю. Нансен зобов'язався інвестувати в кожне господарство по 10 тис. англійських фунтів.
3 жовтня 1923 року на землях, що належали колишньому російському генералу Івану Синельникову, було створено «Першу українську землеробську станцію доктора Ф. Нансена», яка мала 1000 га землі. Керував господарством В'ячеслав Петрович Ванечек. На створення станції виділили 10 тисяч фунтів стерлінгів (Нансен виділив гроші, які отримав за Нобелівську премію миру у 1922 році). На кінець 1923 року на станції працювало 20 тракторів "Естер" (Італія) і 11 тракторів "Омар" (Швейцарія). Перед станцією було поставлено завдання боротися із посухою за допомогою ретельної, інтенсивної обробки ґрунту, внесення відповідних зернових культур та навчання місцевих фермерів новим методам господарювання. Станція нараховувала 23 різних господарських будівель.
Навесні 1924 року на станції працювало 17 тракторів Fiat, які мали борони, плуги, сівалки тощо. Восени 1924 року тракторів було вже 45, 15 з яких було віддано в найм одноосібникам. Також слід звернути увагу на молотарку Advance Rumely, паровий плуг Rheinmetall, парову молотарку Ruston, трактори Fordson та ін. Деякі з сільськогосподарських машин було відправлено на Мелітопольщину, для освоєння цілинних земель. Станція використовувала і дискові борони, що було великою диковинкою для тих часів.
Також у господарстві був свій конезавод, де окрім звичайних коней були й рисаки. А на молокопереробному заводі виготовляли сир і масло.

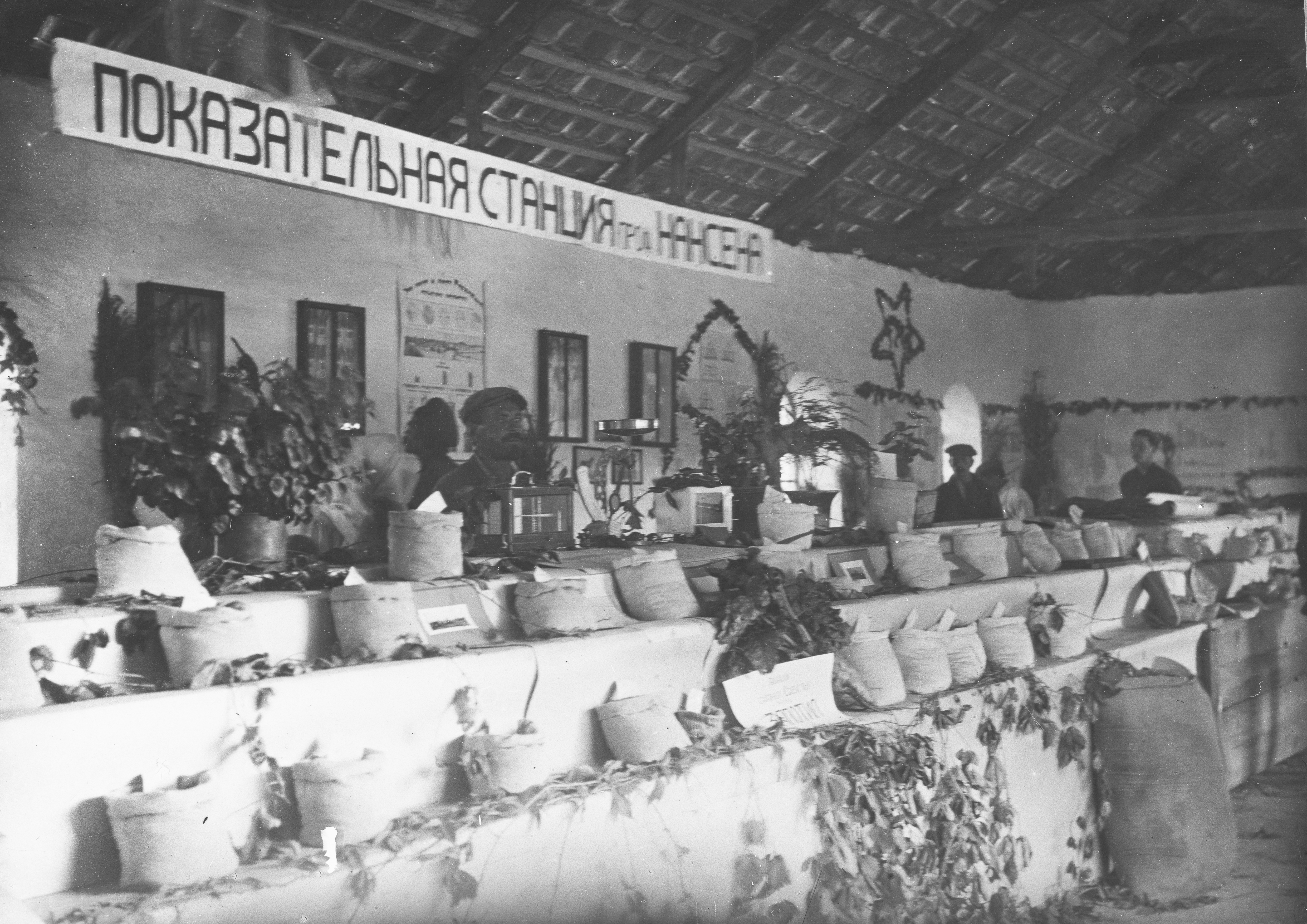
Сільськогосподарська виставка, 1925 рік

На базі станції діяв сільськогосподарський технікум, де навчали за спеціальностями: меліоратор, агроном, механізатор та ін..
Робочий день: влітку — 10 годин, а в інші пори року — 8 годин. Зарплатня видавалася як грошими, так і продуктами. Весь персонал станції мав спецодяг: штани, гетри, пальто, капелюх та ін. Ще видавався посуд: 15 тарілок, чайник, відро і миска. Харчування — безкоштовне. На станції були телефонні будки, щоб мати зв'язок з окремими частинами господарства.
Проходили виставки досягнень сільського господарства (1925, 1926 роки). Приділялася увагу спорту.
На станції був трактор з молотилкою для обмолоту снопів. Ефективність даної операції була втричі вищою від звичайної, коли селяни використовували лише коней. Уже в 1925 році землеробська станція стала прибутковою.

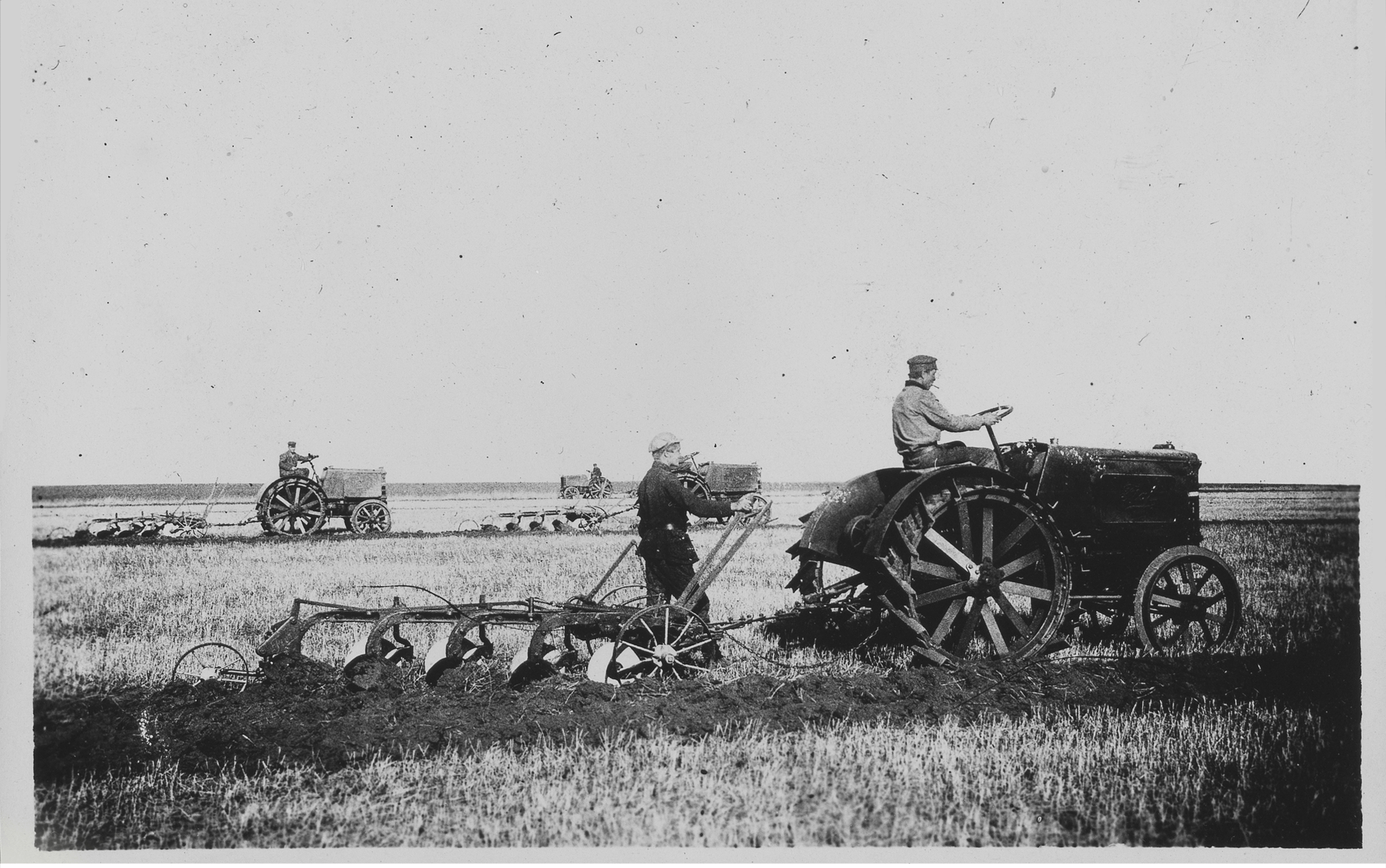
Оранка трактором Fiat, 1923 рік

12 лютого 1927 року Головний концесійний комітет  розглянув питання про ліквідацію відразу двох показових сільськогосподарських станцій Нансена. А 27 вересня 1927 року РНК СРСР прийняла постанову про ліквідацію станцій і передачу земель у власність держави. Історики говорять, що однією з причин ліквідації станції було постійне втручання місцевої влади в роботу землеробської станції. За часи роботи станції влада всіляко ставила перешкоди, як-от: високі ціни на паливо, низька якість мастильних матеріалів і повільність вантажних перевезень.
За часів існування СРСР стверджували, що Нансен сам хотів ліквідувати станції через відсутність фінансування, великі затрати на нові будівлі і через важкі умови обробки земельних угідь.

## Станція за часів СРСР
У 1927 році землі землеробської станції були повернуті державі. До 1953 року тут існувало показове насінницьке господарство (радгосп) ім. Нансена. У 1953 році, у зв'язку з кампанією проти "буржуазних імен", його перейменовано на "Прогрес". З 1968 року господарство змінило свій профіль і стало іменуватися Михайлівською птахофабрикою. У 1987 році, з ініціативи Григорія Сергійовича Магдалини, їй повернуто ім'я норвежця.

## Вшанування пам'яті Нансена
Нині ім'я Нансена носить фермерське господарство в 200 га, яке належить Олександру Тарасовичу Петрику, зятю Григорія Магдалини. 2016 року приватний підприємець В. Г. Магдалина в себе вдома відкрила музей історії землеробської станції Ф. Нансена.
15 листопада 2011 року на кошти Г. С. Магдалини на будівлі сільської ради встановлено пам'ятну дошку Ф. Нансену. Свого часу село відвідав посол Норвегії в Україні та його дружина. Вони подарували Г. С. Магдалині копії архівних фотографій (з фондів Норвезької національної бібліотеки) про станцію Нансена в Михайлівці. Також зняли документальний фільм, заснований на спогадах старожилів села: Г. І. Максименка, К. І. Болобана, Г. В. Ганістрата.
До наших часів зберігся ангар для зберігання зерна та декілька корпусів конезаводу, а також ангар для зберігання овочів.

## Продукція
- Молочна продукція
- М'ясна продукція
- Зерно
- Садівництво